# 나가세 진엔
나가세 진엔(長勢 甚遠, 1943년 10월 3일~)은 내각관방 부장관과 법무대신인 일본의 정치인이다.

## 생애
도야마현의 도야마시에서 태어나, 도쿄 대학 법학부 학사 학위를 취득하였다. 졸업 후, 노동성 (지금의 후생노동성) 에 들어갔으며, 1988년 노동성에서 나온 후, 1990년 중의원 의원에 첫 당선되었다.
무라야마 개조 내각의 후생 정무 차관, 자유민주당 부간사장, 오부치 내각·제1차 모리 내각의 노동 총괄 정무 차관, 제2차 모리 개조 내각의 법무 총괄 정무 차관, 부처 재편 후, 같은 내각의 초대 법무 부대신 (당시 법무대신은 고무라 마사히코), 제3차 고이즈미 개조 내각 관방 부장관을 거쳐, 제1차 아베 신조 내각에서 법무대신을 지냈다.